# Reidar Kvammen
Reidar Kvammen (Stavanger, 1914. július 23. – Stavanger, 1998. október 27.) norvég labdarúgócsatár, edző.
A második világháború alatt előbb a grini, majd a stutthofi koncentrációs táborban raboskodott.